# Dactylospongia elegans
Dactylospongia elegans är en svampdjursart som först beskrevs av Thiele 1899.  Dactylospongia elegans ingår i släktet Dactylospongia och familjen Thorectidae. Inga underarter finns listade i Catalogue of Life.